# Pseudonapomyza ovalis
Pseudonapomyza ovalis este o specie de muște din genul Pseudonapomyza, familia Agromyzidae, descrisă de Zlobin în anul 2002.
Este endemică în Tanzania. Conform Catalogue of Life specia Pseudonapomyza ovalis nu are subspecii cunoscute.